# 山上忆良
山上憶良（齐明天皇6年（660年）? - 天平5年（733年）?）奈良時代初期的貴族、歌人。官位为从五位下、筑前守。他的歌以尖锐地提出社会问题而异于其他古代歌人的作品。

## 生平
在《万叶集》中载有其《沈痾自哀文（沈痾る時の歌）》，文中说：“自沈痾以来，年月稍多，显时年七十有四，鬓发斑白，筋力尪赢。”此文作于733年（天平五年）6月，由此推算，他的生年当为660年（齐明六年）。关于他的家世，在日本学者中，说法不一。有的认为他出身于大陆移民，有的则反对这种意见，目前尚无定论。山上氏是一个卑姓，从忆良的祖父完全不为人知一事可以推测，他们多半不具有官吏应有的位阶。在四十二岁以前，山上忆良的生平也不见于记载。

701年（大宝元年）正月，山上忆良的名字才在正史上出现，他被任命为以粟田真人为持节使的第八次遣唐使团的少录（书记官），时年四十二岁。没有爵位。他在唐都长安时，还写了怀念故国的和歌。704年（庆云元年），他随使团回到日本。714年（和铜七年）正月，山上忆良由正六位下晋升为从五位下，这是史书上唯一一次关于他的位阶的记载。三年后（灵龟二年），他被任命为伯耆（今鸟取县）守。
721年（养老五年），他奉诏调回京城，作了“东宫侍讲”，即被聘为皇太子首（以后的圣武天皇）的老师。这可能是因为他作为遣唐使团的书记官，在唐二年，掌握了不少可向皇太子讲授的大陆学问和文物制度的缘故。大概在这一时期，他曾编纂过一本书名为《类聚歌林》的和歌集，该书流传至镰仓时代初期，现已不存。在《万叶集》的注中，曾多次提到该书。由他来主编和歌集，说明当时他已是一个著名歌人了。但奇怪的是，他青壮年时的作品留下的极少。

## 作品
山上忆良的作品着眼社会，咏叹人世悲欢。《贫穷问答歌》描写人民的悲惨生活，揭露统治者的剥削和压迫。《沉疴自哀文》是古汉语写成的优秀散文作品。